# Тишеев, Сайдулла
Сайдулла Тишеев, другой вариант имени и фамилии — Сайдилла Тешеев (кирг. Сайдулла Тишеев, Сайдилла Тешеев; 1925, с. Охна, Ошский округ — 6 июля 1985, пос. Фрунзе, Ошская область, Киргизская ССР, СССР) — плавильщик Кадамжайского металлургического завода Южного горно-металлургического комбината имени Фрунзе, Ошская область, Киргизская ССР. Герой Социалистического Труда (1960). Депутат Верховного Совета СССР 7-го и 8-го созывов.

## Биография
Родился в 1925 году в селе Охна Кара-Киргизской АССР (ныне — село Орозбеков Кадамжайского района Баткенской области Кыргызстана). Киргиз.
С 1943 года проходил службу в Красной Армии. После демобилизации возвратился в Киргизию, где стал работать в колхозе имени Кирова Фрунзенского района. С 1950 года трудился плавильщиком на выплавке металлической сурьмы на Кадамжайском сурьмяном комбинате (позднее — Кадамжайский металлургический комбинат Южного горно-металлургического комбината имени Фрунзе).
За свои выдающиеся трудовые достижения одним из первых получил звание «Ударника коммунистического труда». Указом Президиума Верховного Совета СССР от 28 мая 1960 года «за выдающиеся производственные успехи и проявленную инициативу в организации соревнования за звание бригад и ударников коммунистического труда» удостоен звания Героя Социалистического Труда с вручением ордена Ленина и золотой медали «Серп и Молот».
С 1959 года — бригадир плавильщиков. По итогам семилетки (1959—1965) был награждён Орденом Трудового Красного Знамени и по итогам восьмой пятилетки — Орденом Октябрьской Революции.
Избирался депутатом Верховного Совета СССР VII и VIII созывов (1966—1974), делегатом XXIII съезда КПСС.
После выхода на пенсию проживал в Кадамжае. Скончался 6 июля 1985 года.
Награды
- Герой Социалистического Труда
- Орден Ленина
- Орден Трудового Красного Знамени (20.05.1966)
- Орден Октябрьской Революции (30.03.1971)
- Медаль «За трудовую доблесть» — дважды (26.04.1963; 11.01.1964)

Память
Его именем названа средняя школа в Кадамжае в селе Орозбеков.